# Невинная любовь (опера Сальери)
«Невинная любовь» (итал. L'amore innocente) — опера-пастораль в двух действиях композитора Антонио Сальери, написанная на либретто Джованни Гастона Боккерини. Премьера оперы состоялось в Бургтеатре в Вене во время карнавального сезона в 1770 году.
После премьеры в Вене, опера была исполнена в Дрездене в 1772 году.

## Дискография
- 2000 — Ruven Martinez (Despino), Susanne Winter (Despina), Elisa Luppi (Guidalba) — Direttore: Ulrich Weder — Orchestre del conservatorio di Verona e del conservatorio di Monaco di Baviera — House of Opera CD10277[2]
- 2003 — The Salieri Album, interpretato da Cecilia Bartoli con l'Orchestra of the Age of Enlightenment diretta da Ádám Fischer (Decca 475 100-2), contiene  E voi da buon marito … Non vo' già che vi suonino, recitativo e aria di Lisotta da La cifra, rielaborazione di Ah se foss’io smarrito dal secondo atto de L’amore innocente.